# Palazzo in Via Trinità degli Spagnoli 5

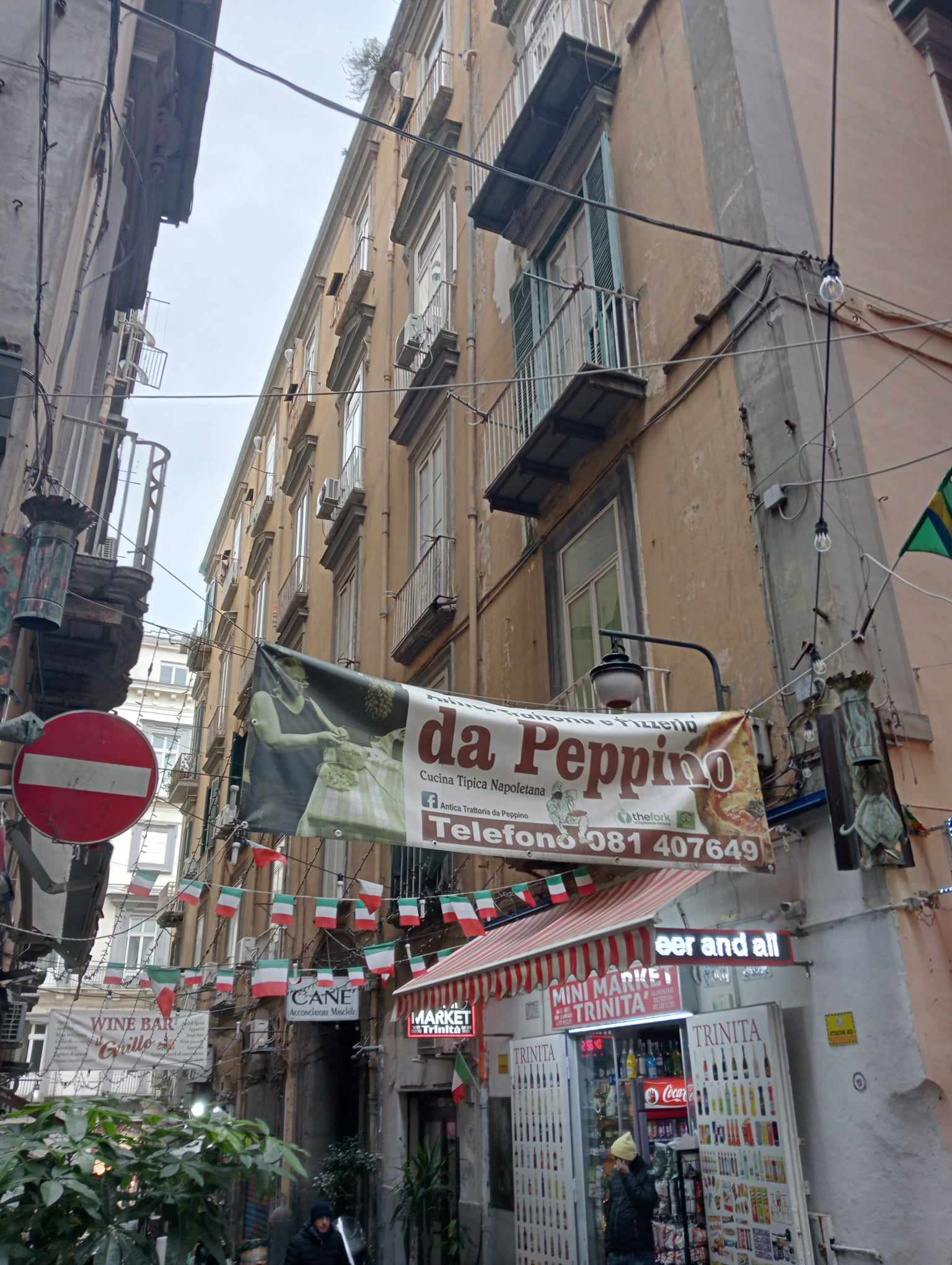
Palazzo in Via Trinità degli Spagnoli, 5, in Neapel

Der Palazzo in Via Trinità degli Spagnoli 5 ist ein Palast  im Viertel Quartieri Spagnoli von Neapel in der italienischen Region Kampanien. Er liegt in der Via Trinità degli Spagnoli, 5.

## Geschichte und Beschreibung
Dieser Renaissancepalast stammt vermutlich aus dem 16. Jahrhundert, wie der größte Teil der Gebäude in den Quartieri Spagnoli, wurde aber über die Jahrhunderte mehrmals renoviert. Er steht auf einem schmalen Grundstück mit unregelmäßiger Form und hat fünf Stockwerke; das zweite Obergeschoss ist wegen der dreieckigen Tympana als Piano nobile zu erkennen. Im ersten und dritten Obergeschoss sind stattdessen einfache, gerade Tympana angebracht.
Nachdem man das Korbbogenportal aus Piperno durchschritten hat, befindet man sich in einem Eingangsbereich mit einer Gewölbedecke, die Anfang des 19. Jahrhunderts verziert wurde, zu einer Zeit, als auch die große Treppe auf der rechten Seite des Innenhofes renoviert wurde. Der Palast ist aber vor allen Dingen wegen seinen weitläufigen und fast unbekannten Fresken im klassizistischen Stil im Piano nobile bemerkenswert, die von einem unbekannten Künstler geschaffen wurden.